# Ивановка (Гомельский район)
Ивановка (бел. Іва́наўка) — деревня в Тереничском сельсовете Гомельского района Гомельской области Республики Беларусь.

## География

### Расположение
В 25 км от железнодорожной станции Гомель, 22 км на запад от Гомеля.

### Гидрография
Река Беличанка (приток реки Уза).

## История
По письменным источникам известна с XVIII века как село в Речицком повете Минского воеводства Великого княжества Литовского. После 1-го раздела Речи Посполитой (1772 год) в составе Российской империи. В 1788 году в Новиковской экономии Гомельского поместья во владении графа П.А. Румянцева-Задунайского, а с 1834 года — князя И. Ф. Паскевича. В 1795 году в Белицком уезде Могилёвской губернии. В 1816 году. В 1868 году начал работу кирпичный завод и предприятие по выработке сахара. В 1886 году действовали ветряная мельница, школа грамоты, хлебозапасный магазин. Согласно переписи 1897 года располагались хлебозапасный магазин, 2 ветряные мельницы, кузница, трактир. В 1909 году 1253 десятины земли, школа (в 1907 году 57 учеников), в Телешевской волости Гомельского уезда.
В 1926 году отделение связи, 4-летняя школа. С 8 декабря 1926 года по 4 августа 1927 года центр Ивановского сельсовета Уваровичского района Гомельского округа. В 1930 году созданный колхоз «1 Мая». Во время Великой Отечественной войны освобождена от оккупантов 30 сентября 1943 года. 78 жителей погибли на фронте. В 1959 году в составе колхоза «1 Мая» (центр — деревня Тереничи).

## Население

### Численность
- 2004 год — 80 хозяйств, 149 жителей.

### Динамика
- 1788 год — 44 двора, 198 жителей.
- 1795 год — 44 двора, 325 жителей.
- 1816 год — 47 дворов.
- 1886 год — 70 дворов.
- 1897 год — 129 дворов, 841 житель (согласно переписи).
- 1909 год — 147 дворов 904 жителя.
- 1959 год — 461 житель (согласно переписи).
- 2004 год — 80 хозяйств, 149 жителей.

## Транспортная сеть
Транспортные связи по просёлочной, затем автомобильной дороге Жлобин — Гомель. Планировка состоит из 2 прямолинейных, параллельных между собой улиц, ориентированных с юго-востока на северо-запад и соединенных короткой прямолинейной улицей. Застроена двусторонне деревянными домами усадебного типа.

## Улицы
- П. Хоменковой
- Набережная
- Новая

## Известные уроженцы
- Я. В. Литвинов — один из организаторов и руководителей молодёжного подполья в Гомеле во время Великой Отечественной войны (замучен в гитлеровских застенках).
- П. Т. Хоменкова — участница Великой Отечественной войны, подпольщица, убита немецкими оккупантами (её именем названа одна из улиц деревни).